# Widdern
Widdern (tiếng Đức: [ˈvɪdɐn] ⓘ) là một thị xã ở huyện Heilbronn, Baden-Württemberg, Đức. Đô thị này tọa lạc bên sông Jagst, 24 km về phía đông bắc Heilbronn. Widdern có diện tích 25,23 km2, dân số thời điểm cuối năm 2006 là 1986 người.